# Малое Толбино
Малое Толбино — деревня в Подольском районе Московской области России. Входит в состав сельского поселения Лаговское (до середины 2000-х — Лаговский сельский округ).

## Население
Согласно Всероссийской переписи, в 2002 году в деревне проживал 41 человек (23 мужчины и 18 женщин). По данным на 2005 год в деревне проживало 38 человек.

## Расположение
Деревня Малое Толбино расположена у Московского малого кольца примерно в 12 км к югу от центра города Подольска. Ближайшие населённые пункты — деревня Большое Толбино и посёлок Молодёжный. У деревни Малое Толбино берёт начало река Петрица.

## Транспорт
Неподалёку от деревни Малое Толбино расположены остановки следующих автобусных маршрутов:
- № 30 (ст. Подольск – Молодёжный – Спортбаза – ст. Подольск)[3]
- № 48 (ст. Подольск – Спортбаза – Молодёжный – ст. Подольск)[4]
- № 54 (Молодёжный – ст. Львовская – Матвеевское)[5]